# Red Star Olympique Jeanne d'Arc
Le Red Star Olympique Jeanne d'Arc est un club ivoirien de handball basé à Abidjan.

## Historique
Le Red Star OJA termine quatrième de la Ligue des champions en 2005. En Coupe d'Afrique des vainqueurs de coupe, le club est finaliste en 2006, troisième en 2005 et quatrième en 2002 et 2009.
Sur le plan national, le Red Star Olympique Jeanne d'Arc compte en 2022 quinze titres de champion de Côte d'Ivoire ainsi que quinze coupes nationales. Le club remporte la Supercoupe de Côte d'Ivoire en 2024.